# Брдо-бріунський процес
Брдо-бріунський процес (словен. Proces Brdo-Brijoni) — щорічна багатостороння подія на Західних Балканах. Вона була ініційована у 2013 році президентом Словенії Борутом Пахором та президентом Хорватії Іво Йосиповичем. Перша офіційна зустріч відбулася в Брдо біля Краня, Словенія. Основний фокус Процесу – розширення Європейського Союзу за допомогою країн Західних Балкан. Подібні зустрічі на рівні прем’єр-міністрів у 2010 та 2011 роках проводили тодішні прем’єр-міністри Словенії та Хорватії Борут Пахор та Ядранка Косор. Брдо-бріунський процес включає Словенію та Хорватію (держави- члени ЄС), а також кандидатів і потенційних кандидатів на членство в ЄС із Західних Балкан (Сербія, Чорногорія, Албанія, Північна Македонія, Боснія і Герцеговина та Косово).
У 2014 році канцлер Німеччини Ангела Меркель ініціювала Берлінський процес, до якого також включені всі країни Брдо-бріунського процесу.

## Нинішні представники

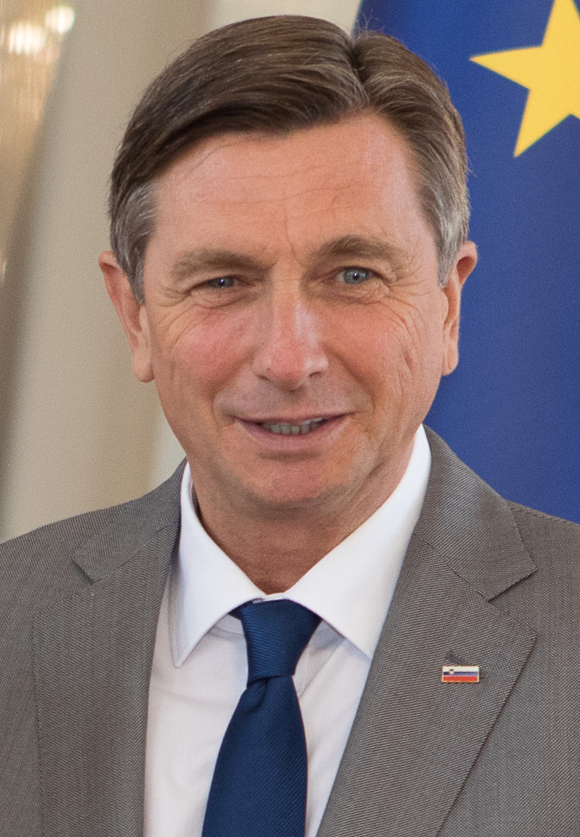
Словенія Борут Пахор Президент
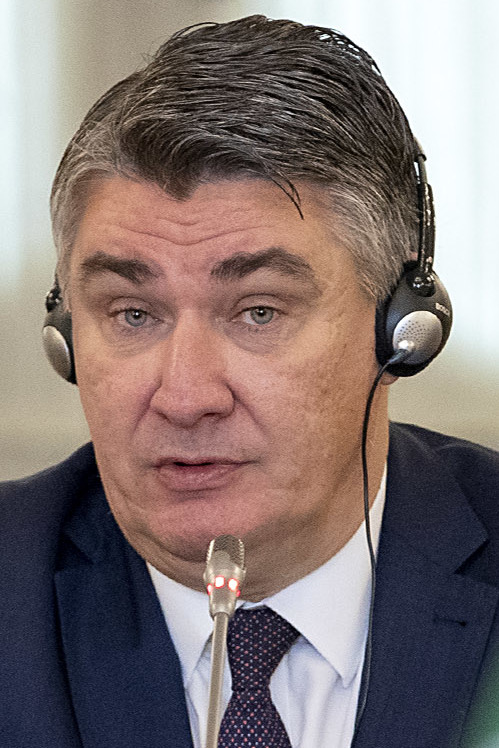
Хорватія Зоран Миланович Президент
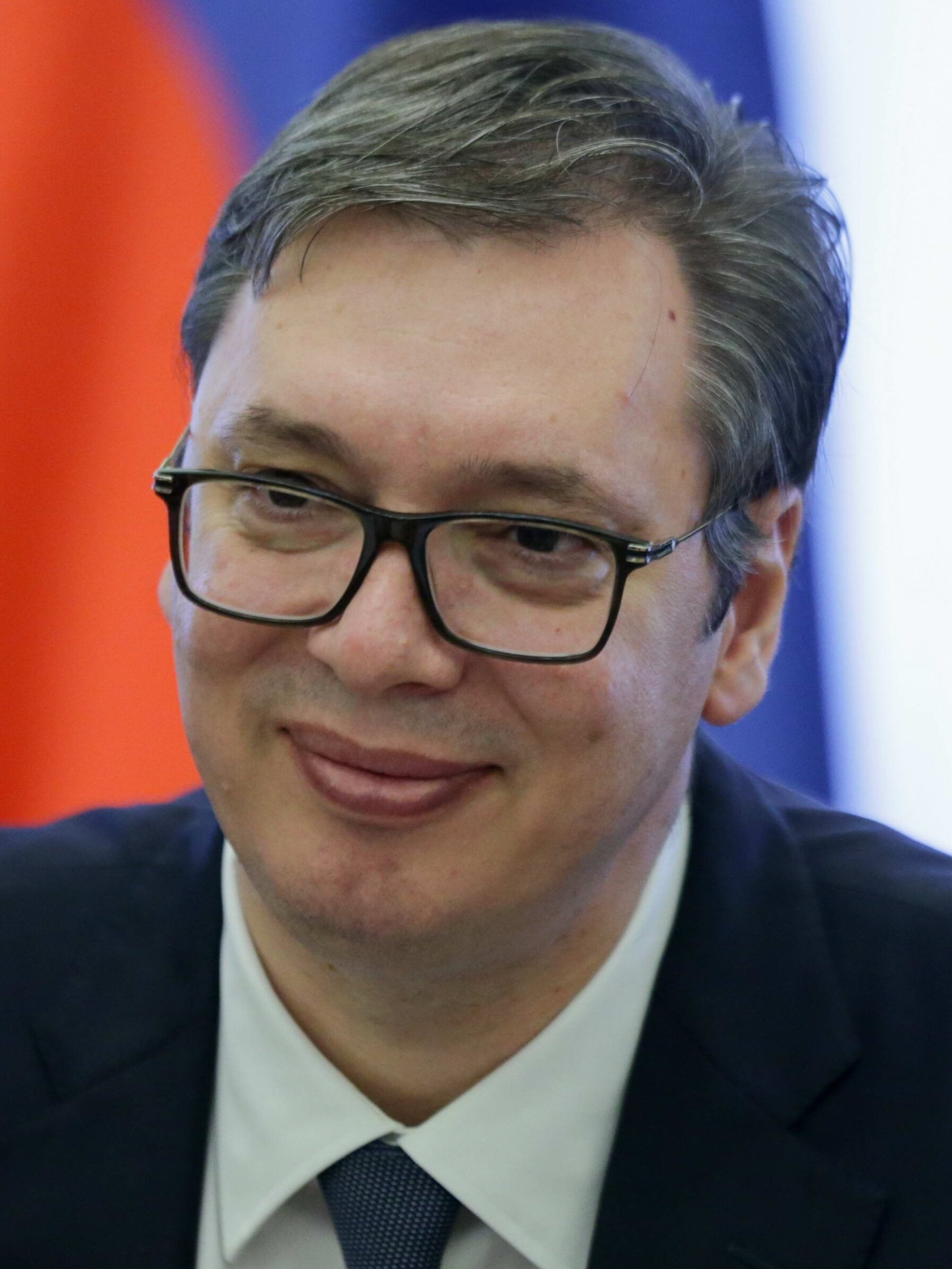
Сербія Александр Вучич Президент
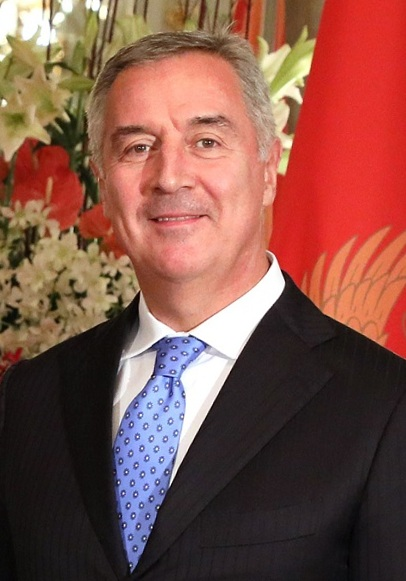
Чорногорія Мило Джуканович Президент
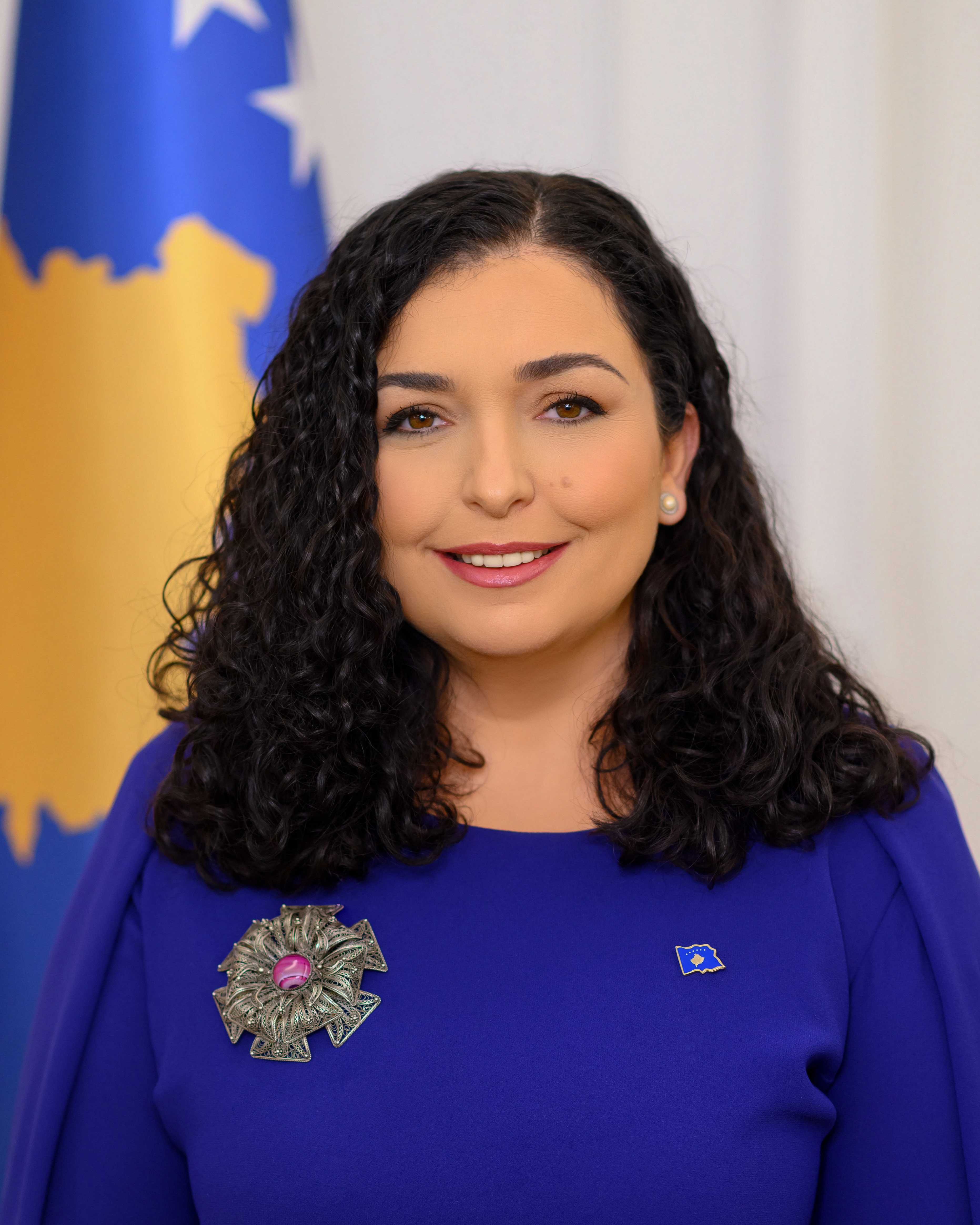
Косово Вйоса Османі президент
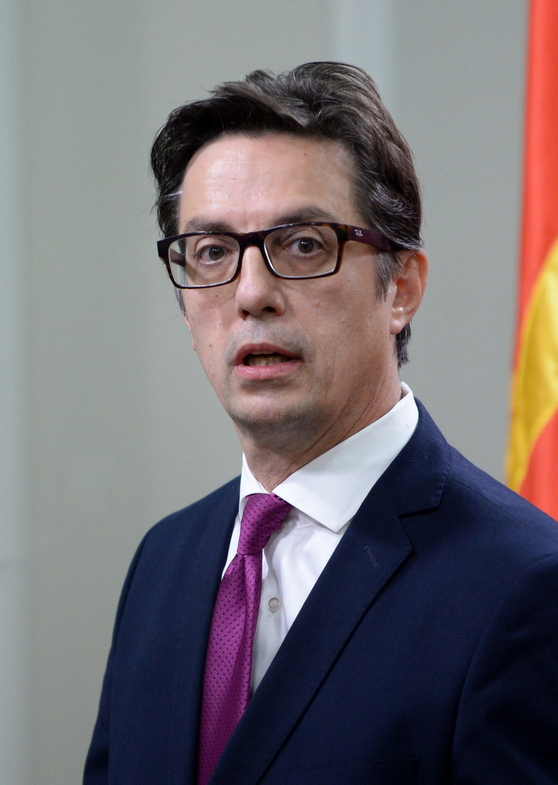
Північна Македонія Стево Пендаровський Президент
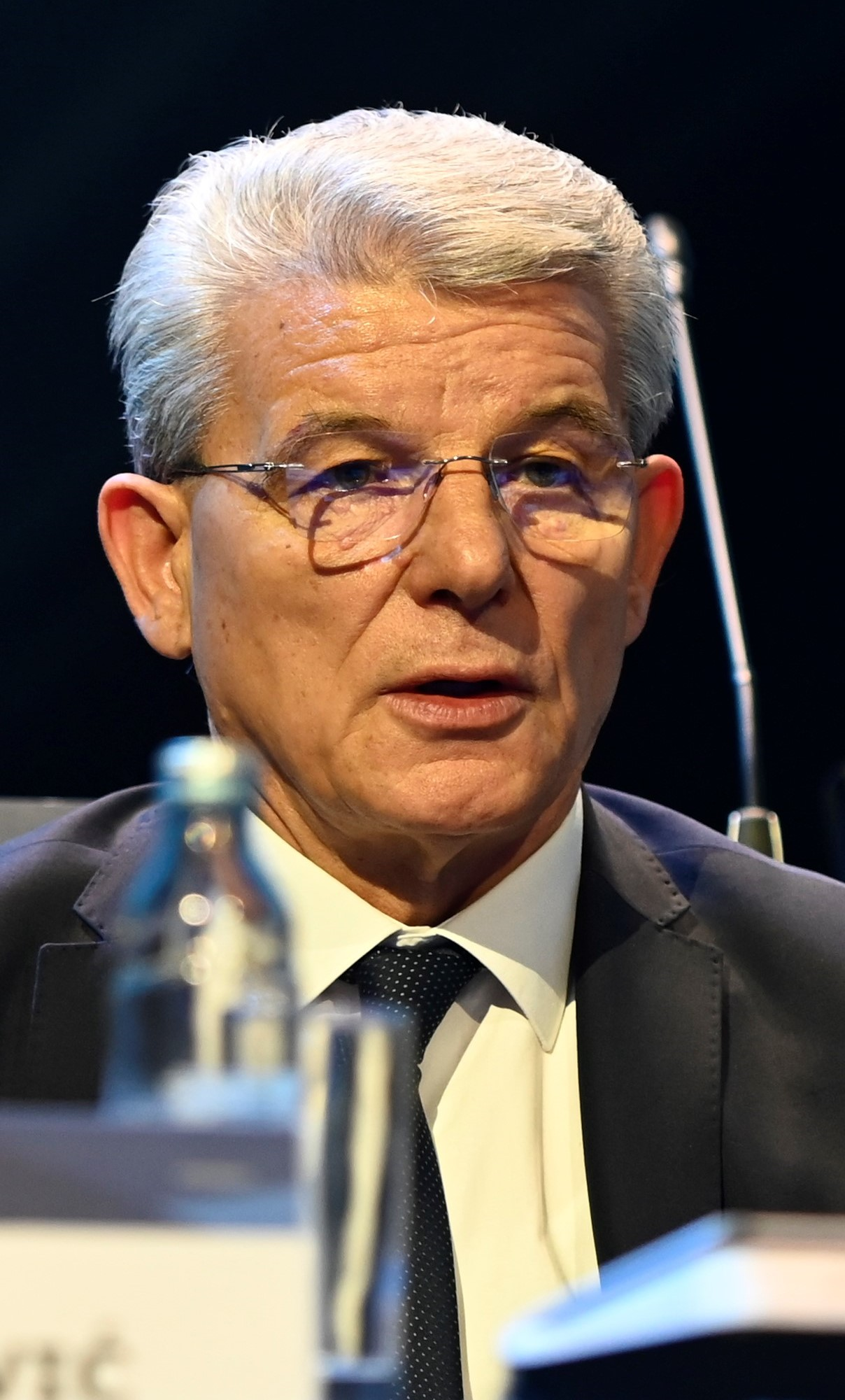
Боснія і Герцеговина Шефік Джаферович Голова президії

## Зустрічі
| Рік  | Держава-приймачка                                                          | Приймач                                                | Присутні | Гість(-і) | Джерело |
| ---- | -------------------------------------------------------------------------- | ------------------------------------------------------ | --- | --- | ------- |
| 2013 | Замок Брдо біля Краня, Словенія 25 липня 2013                              | Президент Словенії Борут Пахор                         | Президент Хорватії Іво Йосипович Президент Албанії Буяр Нішані Голова президії Боснії і Герцеговини Желько Комшич президент Косова Атіфете Ях'яґа Президент Північної Македонії Георге Іванов Президент Чорногорії Филип Вуянович Президент Сербії Томислав Николич                                                                                                 | Президент Франції Франсуа Олланд | [ 1 ]   |
| 2014 | Дубровник, Хорватія 15 липня 2014                                          | Президент Хорватії Іво Йосипович                       | Президент Словенії Борут Пахор Президент Албанії Буяр Нішані Голова президії Боснії і Герцеговини Бакір Ізетбегович Президія Боснії і Герцеговини Желько Комшич Президія Боснії і Герцеговини Небойша Радманович президент Косова Атіфете Ях'яґа Президент Північної Македонії Георге Іванов Президент Чорногорії Филип Вуянович Президент Сербії Томислав Николич  | Федеральний канцлер Німеччини Анґела Меркель                                                                                         | [ 2 ]   |
| 2015 | Будва, Чорногорія 8 червня 2015                                            | Президент Чорногорії Филип Вуянович                    | Президент Словенії Борут Пахор президент Хорватії Колінда Грабар-Китарович Президент Албанії Буяр Нішані президент Косова Атіфете Ях'яґа Президент Північної Македонії Георге Іванов Президент Сербії Томислав Николич | Президент Австрії Гайнц Фішер | [ 3 ]   |
| 2015 | Загреб, Хорватія 25 листопада 2015 Позачергове засідання                   | Президент Хорватії Колінда Грабар-Китарович            | Президент Словенії Борут Пахор Президент Албанії Буяр Нішані Голова президії Боснії і Герцеговини Драган Чович Президія Боснії і Герцеговини Бакір Ізетбегович Президія Боснії і Герцеговини Младен Іванич Президент Косова Атіфете Ях'яґа Президент Північної Македонії Георге Іванов Президент Чорногорії Филип Вуянович Президент Сербії Томислав Николич        | Президент Австрії Гайнц Фішер Віцепрезидент США Джо Байден Президент Європейської ради Дональд Туск                                  | [ 4 ]   |
| 2016 | Сараєво, Боснія і Герцеговина 28–29 травня 2016                            | Голова президії Боснії і Герцеговини Бакір Ізетбегович | Президент Словенії Борут Пахор президент Хорватії Колінда Грабар-Китарович Президент Албанії Буяр Нішані Президент Косова Хашим Тачі Президент Чорногорії Филип Вуянович Президент Сербії Томислав Николич | Президент Італії Серджо Матарелла | [ 5 ]   |
| 2017 | Замок Брдо біля Краня, Словенія 3 червня 2017                              | Президент Словенії Борут Пахор                         | президент Хорватії Колінда Грабар-Китарович Президент Албанії Буяр Нішані Президія Боснії і Герцеговини Драган Чович Президент Косова Хашим Тачі Президент Чорногорії Филип Вуянович Президент Сербії Александар Вучич | Федеральний президент Німеччини Франк-Вальтер Штайнмаєр                                                                              | [ 6 ]   |
| 2018 | Скоп'є, Північна Македонія 27 квітня 2018                                  | Президент Північної Македонії Георге Іванов            | Президент Словенії Борут Пахор президент Хорватії Колінда Грабар-Китарович Президент Албанії Ілір Мета Президент Косова Хашим Тачі Президент Чорногорії Филип Вуянович Президент Сербії Александар Вучич | Прем'єр-міністри Болгарії Бойко Борисов Президент Європейської ради Дональд Туск                                                     | [ 7 ]   |
| 2019 | Тирана, Албанія 8–9 травня 2019                                            | Президент Албанії Ілір Мета                            | Президент Словенії Борут Пахор президент Хорватії Колінда Грабар-Китарович Голова президії Боснії і Герцеговини Мілорад Додік Президія Боснії і Герцеговини Шефік Джаферович Президент Косова Хашим Тачі Президент Чорногорії Мило Джуканович Президент Сербії Александар Вучич                                                                                     | Президент Польщі Анджей Дуда Високий представник Європейського Союзу з питань закордонних справ і політики безпеки Федеріка Могеріні | [ 8 ]   |
| 2021 | Замок Брдо біля Краня, Словенія 29 червня 2020 (відкладено) 17 травня 2021 | Президент Словенії Борут Пахор                         | Президент Хорватії Зоран Миланович Президент Албанії Ілір Мета Голова президії Боснії і Герцеговини Мілорад Додік Президія Боснії і Герцеговини Шефік Джаферович Президія Боснії і Герцеговини Желько Комшич президент Косова Вйоса Османі Президент Північної Македонії Стево Пендаровський Президент Чорногорії Мило Джуканович Президент Сербії Александар Вучич | Президент Франції Емманюель Макрон (скасовано через збіг розкладу – зобов’язаний взяти участь у зустрічі в Белграді 2022 року)       | [ 10 ]  |

### Зустрічі за країною-організатором
| Держави              | Приймач і роки | Приймач і роки   |
| -------------------- | -------------- | ---------------- |
| Словенія             | 3              | 2013, 2017, 2021 |
| Хорватія             | 2              | 2014, 2015 ІІ    |
| Чорногорія           | 1              | 2015 І           |
| Боснія і Герцеговина | 1              | 2016             |
| Північна Македонія   | 1              | 2018             |
| Албанія              | 1              | 2019             |